# Alte Salzstraße

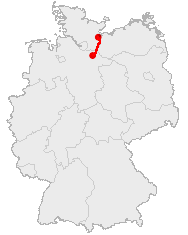
Karte: Alte Salzstraße

Die Alte Salzstraße ist eine alte Handelsstraße zwischen Lüneburg und Lübeck. Als Teil der ehemals wichtigsten Nord-Süd-Verbindung Deutschlands geht ihre Bedeutung bis in die frühgeschichtliche Zeit zurück. Die größte Bedeutung erlangte sie allerdings vom 12. bis zum 16. Jahrhundert.

## Geschichte

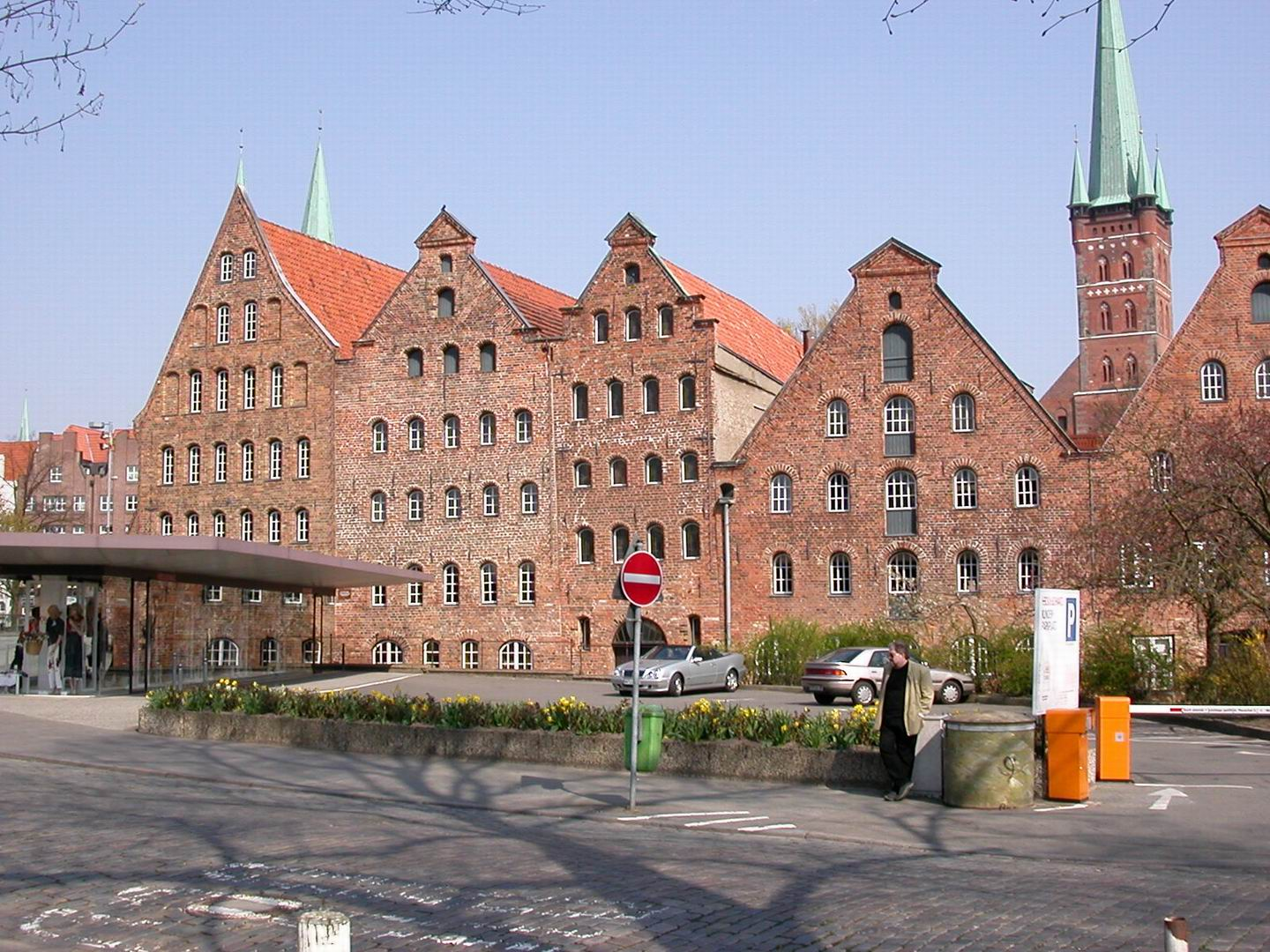
Lübecker Salzspeicher an der Obertrave

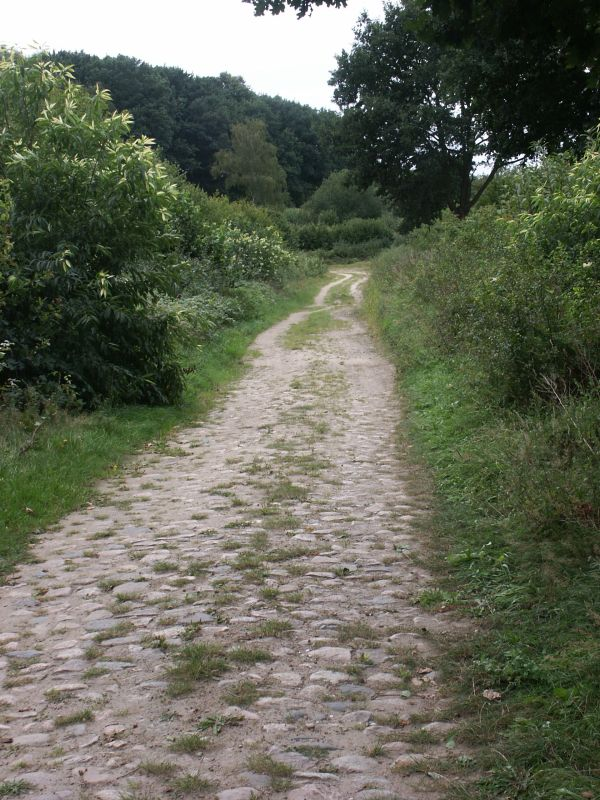
Historische Pflasterung der Alten Salzstraße bei Breitenfelde

Zu Zeiten der Hanse wurde ein großer Teil des Lüneburger Salzes in den Ostseeraum exportiert, wo es Grundlage für den Heringshandel war. Hauptabnehmer war der Heringsmarkt in Falsterbo in Schonen. Hauptumschlagplatz für den Salzhandel war dabei Lübeck als Hauptort der Hanse und wichtigster Ostseehafen. Dort wurde das Salz in den noch heute erhaltenen Salzspeichern zwischengelagert. 
Über die Alte Salzstraße wurde das Salz lose oder in Tonnen mit Frachtwagen transportiert. Mit Fertigstellung des Stecknitz-Kanals 1398 verlagerte sich der Transport auf den Wasserweg über Ilmenau, Elbe, den Stecknitz-Kanal und die Trave.

## Verlauf
Die Alte Salzstraße verließ Lüneburg über die heutige Lüner Straße und das Neubrücker Tor und verlief über den Stintfang, den alten Fischmarkt am Ilmenau-Hafen. Über den Fluss Ilmenau und den Werder führte sie am Kloster Lüne vorbei nach Adendorf und Brietlingen, wo sie die Lüneburger Landwehr verließ. Über Lüdershausen und eine Fähre über die Neetze erstreckte sie sich bis Artlenburg, wo sie über eine Furt und eine Fähre die Elbe überquerte. Der Elbübergang der Alten Salzstraße von Artlenburg nach Schnakenbek wurde im 11. und 12. Jahrhundert durch die Ertheneburg gesichert, die 1181 von Heinrich dem Löwen auf seiner Flucht vor Kaiser Friedrich Barbarossa in Brand gesetzt wurde. Lange Zeit gab es am Übergang nur noch eine Zollstation; heute befindet sich hier kein Elbübergang mehr. 
Der weitere Straßenverlauf ging von Schnakenbek zwischen Krüzen und Juliusburg hindurch nach Lütau, Wangelau, Pötrau (Büchen), Siebeneichen und Roseburg. Von Roseburg führte er über Hornbek, Woltersdorf und Breitenfelde zur Festung von Mölln, wo der Stecknitz-Kanal beim Hahnenburger Schleusenhaus überquert und die Stadt durch das Steintor erreicht wurde. Die heutige weitere Wegstrecke entlang der B 207 über Fredeburg nach Ratzeburg war bis ins 17. Jahrhundert von nur geringer Bedeutung. Im Mittelalter führte die Salzstraße über eine 62 Meter lange Brücke, die heute nicht mehr existiert, über den Stadtsee und durch das Wassertor hinaus über das ehemalige Kloster Marienwohlde, Rotenfelde, den Albsfelder Berg nach Behlendorf. Von hier führte sie hinunter nach Hollenbek, über das gleichnamige Flüsschen und durch Berkenthin nach Krummesse. Hier erreichte man die Lübecker Landwehr und gelangte durch Rothebek in die Stadt hinein.

## Ferienstraße
Heute bezeichnet man mit Alte Salzstraße eine Ferienstraße, deren Verlauf der Bundesstraße 209 von Lüneburg über Lauenburg nach Schwarzenbek und dann der Bundesstraße 207 über Mölln und Fredeburg entlang des Ratzeburger Sees in Richtung Lübeck folgt. Sie führt durch den Naturpark Lauenburgische Seen und hat nur wenige gemeinsame Wegpunkte mit der historischen Trasse.

## Radfernweg Alte Salzstraße
Überwiegend entlang des Elbe-Lübeck-Kanals führt der etwa 90 Kilometer lange Radfernweg Alte Salzstraße von Lüneburg nach Lübeck.

## Film
- Die Alte Salzstraße. Dokumentarfilm, Deutschland, 1998, 45 Min., Buch und Regie: Peter Moers, Produktion: NDR, Reihe: Bilderbuch Deutschland, Erstsendung: 5. April 1998, Filminformationen von prisma.